# Regimentul 1 Infanterie (1916-1918)
Regimentul 1 Infanterie a fost o unitate de nivel tactic care s-a constituit la 14/27 august 1916, prin mobilizarea unităților și subunităților existente la pace aparținând de Regimentul Dolj No. 1. Regimentul a făcut parte din organica Brigăzii 2 Infanterie, fiind dislocat la pace în garnizoana Craiova. La intrarea în război, Regimentul 1 Infanterie a fost comandat de colonelul Alexandru D. Sturdza si colonelul Constantin Ungurean . Regimentul 1 Infanterie a participat la acțiunile militare pe frontul românesc, pe toată perioada războiului, între 14/27 august 1916 - 28 octombrie/11 noiembrie 1918.
Istoricul regimentului
Regimentul s-a format în anul 1872 sub numele Regimentul 1 Dorobanți Craiova din batalioanele teritoriale de grăniceri. A primit drapelul în anul 1874.
În anul 1877 regimentul este împărțit în două, formându-se din din aceste părți Regimentul 1 Dorobanți Dolj și Regimentul 3 Dorobanți Caracal. 
În anul 1880 se formează din părți ale aceluiași regiment Regimentul 17 Dorobanți, iar în 1883 Regimentul 31 Dorobanți.
În 1891 primește numele de Regimentul Dolj nr. 1.
În 1896 este trecut în revistă la Craiova de Regele Carol I și de împăratul Franz Joseph al Austro-Ungariei.

## Participarea la operații

### Campania din Bulgaria - Războiul pentru Independență 1877-1878
În lunile iulie-august 1877 apără zona Calafat. Trece Dunărea în Bulgaria la 17 octombrie 1877 în direcția Rahova și operează împreună cu trupele Corpului de Vest. Participă la atacul Rahovei și pierde în luptă 2 ofițeri, 4 sergenți, 2 caporali și 28 trupă. După luarea Rahovei se îndreaptă spre Vidin și Vidbel. Participă la luptele de la Tatargic și Novoselo din ianuarie 1878. La 8 octombrie 1878 i se decorează drapelul cu medalia "Trecerea Dunării".

## Comandanți
- Colonel Logadi Ion (1872-1876)
- Colonel Sachelarie Oton (1876-1877)
- între anii 1877-1879 are comandanți provizorii
- Colonel Sachelarie Oton (1879-1883)
- Colonel Logadi Ion (1883)
- Colonel Șișman Ștefan (1883-1884)
- Colonel Papdopol Alexandru (1884-1887)
- Colonel Holban Mihail (1887-1891)
- Colonel Candiano Constantin (1891-1897)
- Colonel Gheorghiu Constantin (1897-1898)
- Locotenent-colonel Viișoreanu Dimitrie (1898-)
- Colonel Alexandru D Sturza
- Colonel Constantin Ungurean